# Полтава (Ростовская область)
Полта́ва — хутор в Чертковском районе Ростовской области. Входит в состав Чертковского сельского поселения.

## География
Хутор расположен на правом берегу реки Меловая у восточной границы посёлка Чертково. Южнее хутора расположены Полтавские сады. Общая площадь земель в границах хутора Полтава составляет 73,5 га.

## Население
| 2010 |
| ---- |
| 388  |

## Улицы
Протяжённость улично-дорожной сети хутора составляет 3,8 км.
| - ул. Вишневая, - ул. Восточная, - ул. Катаева, | - ул. Комарова, - ул. Строителей, - ул. Чуйкова, | - пер. Песчаный, - пер. Строителей, - пер. Тупиковый. |

## Инфраструктура
В Полтаве есть жилая зона с индивидуальной застройкой, производственная зона, несколько магазинов, сельское кладбище. В хуторе имеются две водозаборные скважины, благодаря которым осуществляется водоснабжение хутора.